# Taça do Império 1912
La Taça do Império 1912 fu la prima edizione della Taça do Império, una delle prime competizioni della storia del calcio portoghese.
La manifestazione fu organizzata dal SC Império, squadra di Lisbona. Il torneo fu aperto a tutte le squadre del Portogallo ma a prendervi parte furono solo il SC Império e il Benfica, entrambe squadre provenienti dalla capitale portoghese.

## Finale
| Lisbona 28 gennaio 1912 | Benfica | 3 – 0 | SC Império | Campo do Palhavã |